# I Feel Better
«I Feel Better» es una canción del músico belgoaustraliano Gotye de su tercer álbum de estudio Making Mirrors. Fue lanzado como descarga digital el 25 de octubre de 2011 en Australia. La canción fue escrita y producida por Wally De Backer. La canción ha trazado en Flandes.

## Lista de canciones
Descarga digital

| N.º | Título          | Duración |  |
| 1.  | «I Feel Better» | 3:18     |  |

## Posicionamiento en listas
| Listas (2012)                               | Mejor posición |
| ------------------------------------------- | -------------- |
| Bélgica (Flandes) (Ultratip Bubbling Under) | 2              |

## Historial de lanzamientos
| País      | Fecha                 | Discográfica            | Formato          |
| --------- | --------------------- | ----------------------- | ---------------- |
| Australia | 25 de octubre de 2011 | Eleven: A Music Company | Descarga digital |

## En la cultura popular
El coro de "I Feel Better" características de un episodio de Los Simpson titulado "Whiskey Business".